# Güven Murat Akpınar
Güven Murat Akpınar (* 25. November 1988 in Ardahan) ist ein türkischer Schauspieler.

## Biografie
Akpınar wuchs in Ardahan auf. Er studierte am İstanbul Üniversitesi Devlet Konservatuvarı. Sein Debüt gab er 2011 in der Fernsehserie Bizim Yenge. Anschließend bekam er 2012 in Suskunlar eine Hauptrolle.
Unter anderem spielte er 2014 in Boynu Bükükler mit. Zudem bekam er die Auszeichnungen 18. Afife Tiyatro Ödülleri und 2. Yeni Tiyatro Dergisi Emek ve Başarı Ödülleri. Von 2017 bis 2019 war Akpınar in İstanbullu Gelin zu sehen. Außerdem wurde er 2021 für die Serie Ayak İşleri gecastet.
2022 setzte er seine Karriere in Yakamoz S-245 fort. 2024 trat er in Mitternacht im Pera Palace auf.

## Filmografie
Serien
- 2011: Bizim Yenge
- 2012: Suskunlar
- 2014: Boynu Bükükler
- 2017–2019: İstanbullu Gelin
- 2021–2022: Aziz
- 2021–2023: Ayak İşleri
- 2022: Yakamoz S-245
- 2024: Mitternacht im Pera Palace